# Ferdinand Frank
Ferdinand Frank (cca 1820 – 18. března 1880 Šternberk) byl rakouský právník a politik německé národnosti z Moravy; poslanec Moravského zemského sněmu a starosta Šternberka.

## Biografie
Byl synem Ferdinanda Franka, dědičného rychtáře z Rychnova na Moravě. Podle údajů z roku 1864 působil jako advokát ve Šternberku. Uvádí se též jako notář. Advokátní a notářskou praxi vykonával od roku 1852. Byl starostou Šternberka. Ve funkci se uvádí od roku 1864 do roku 1867.
Zapojil se i do vysoké politiky. V zemských volbách 1861 se stal poslancem Moravského zemského sněmu, za kurii venkovských obcí, obvod Osoblaha a moravské enklávy ve Slezsku. Rezignoval 22. prosince 1866.
Zemřel v březnu 1880. Bylo mu 60 let.